# Franz Scheidl (Politiker)
Franz Scheidl (* 12. Oktober 1913 in Bisamberg; † 24. August 1996) war ein österreichischer Politiker (SPÖ) und Maschineningenieur. Er war von 1966 bis 1972 Abgeordneter zum Landtag von Niederösterreich.

## Leben
Scheidl besuchte die Volks- und Hauptschule und absolvierte danach die Staatsgewerbeschule in Wien. Ab 1936 arbeitete er als Maschineningenieur.

## Politik
Scheidl wurde 1955 geschäftsführender Gemeinderat in Bisamberg und war von 1975 bis 1980 Gemeinderat der Gemeinde. Er vertrat die SPÖ zwischen dem 8. Juni 1966 und dem 8. Dezember 1972 im Niederösterreichischen Landtag. 